# Хардин, Тай
Орисон Уиппл Хангерфорд-младший (англ. Orison Whipple Hungerford Jr; 1 января 1930, Нью-Йорк — 3 августа 2017, Хантингтон-Бич) — американский актёр. Большую известность получил после съёмок в телесериале «Бронко».
Участвовал в Корейской войне, имел звание старшего лейтенанта.
В 1962 — 1966 годах состоял в браке с Марлен Шмидт.

## Избранная фильмография
- 1958 — «Я вышла замуж за монстра из космоса» — Мак Броди
- 1958 — «Космические дети» — Сенти
- 1958 — «Как молоды мы были» — Рой Нильсен
- 1958—1962 — «Бронко» — Бронко Лейн
- 1959 — «Последний поезд из Ган Хилл»
- 1961 — «Шайенны» — Бронко Лейн
- 1962 — «Мародеры Меррилла» — Ли Стоктон
- 1962 — «Доклад Чепмена» — Эд Краски
- 1963 — «PT-109» — лейтенант Леонард Д. Том
- 1963 — «Уик-энд в Палм-Спрингс» — Даг Фортун
- 1963 — «Стена шума» — Джоель Таррант
- 1964 — «Человек из проклятой долины» — Джонни Валлкотт
- 1965 — «Битва в Арденнах» — лейтенант Шумахер
- 1966 — «Дикая пампа» — Мигель Каррерас
- 1967 — «Движущаяся мишень» — Джейсон
- 1967 — «Последний подвиг» — майор Маркус Рино
- 1967 — «Берсерк!» — Фрэнк Хокинс
- 1968 — «Рейган» — Ли Рейган
- 1971 — «Этот кровавый день расплаты» — Джонатан Бентон
- 1971 — «Судный день» — Чужак
- 1971 — «Джо Святая вода» — Джефф Донован
- 1972 — «Аванти!» — пилот армии США
- 1977 — «Пожар!» — Уолт Флеминг
- 1985 — «Банда „Зоо“» — Дин Хаскель
- 1992 — «Спаси меня» — шериф Гилберт